# Hermann Simon (ur. 1947)
Hermann Simon (ur. 10 lutego 1947 w Hasborn) – niemiecki profesor, pisarz i uznany lider biznesu. Założyciel i aktualny przewodniczący Rady Nadzorczej globalnego przedsiębiorstwa doradczego Simon-Kucher & Partners, Strategy & Marketing Consultants. Światowej klasy ekspert w obszarze strategii, marketingu i pricingu. W krajach niemieckojęzycznych jest uznawany za jednego z najbardziej wpływowych myślicieli z obszaru zarządzania – w przeprowadzonym badaniu online zajął drugą pozycję, zaraz za Peterem Druckerem. Jest też autorem wielu książek biznesowych oraz artykułów. 
Doktor honoris causa Akademii Leona Koźmińskiego w Warszawie (2012).

## Życiorys
Urodził się w 1947 w Hasborn. W 1966 ukończył z wyróżnieniem Liceum w Wittlich. Po studiach z zakresu ekonomii i zarządzania biznesem w 
Kolonii i Bonn (1969–1973), obronił doktorat w 1976. W 1979 habilitował się u prof. Horsta Albacha w Bonn. W latach 1979–1989 był profesorem na Uniwersytecie w Bielefeld, a w latach 1989–1995 na Uniwersytecie w Moguncji. W latach 1985–1988 był dyrektorem Universitatsseminar der Wirtschaft (USW) w Kolonii. Jako profesor wizytujący wykładał na wielu uniwersytetach, m.in. Massachusetts Institute of Technology (1978/79), Institut für Höhere Studien w Wiedniu (1979), Uniwersytecie Keiō w Tokio (1983), Uniwersytecie Stanforda (1984), INSEAD w Fontainebleau (1980–1985), Harvard Business School (1988/89), London Business School (1991–2002). W 1985 założył przedsiębiorstwa Simon – Kucher & Partners Strategy & Marketing Consultants. W latach 1995–2009 Globalny prezes Simon – Kucher & Partners Strategy & Marketing Consultants. Od 2009 jest Przewodniczącym Rady Nadzorczej Simon – Kucher & Partners Strategy & Marketing Consultants.

## Profesor biznesu, konsultant i pisarz
Kariera Hermanna Simona rozwijała się w trzech obszarach: doradztwo w obszarze zarządzania, profesor biznesu, pisarz. Jego książki zostały przetłumaczone na 25 języków i są powszechnie czytane przez menedżerów, dzięki czemu trwające badania pokazują, że jest on jednym z bardziej wpływowych niemieckich strategów zarządzania, plasując go zaraz po Peterze Druckerze.

### Kariera profesora
Hermann Simon jest profesorem biznesu zasłużonym również w obszarze marketingu. Do 1995 był profesorem administracji biznesu i marketingu na Uniwersytecie w Moguncji. Kariera akademicka Simona rozpoczęła się bardzo wcześnie: zaraz po zakończeniu studiów magisterskich rozpoczął doktorat pod opieką naukową prof. Horsta Albacha. Profesor Albach znacząco wpłynął na profesjonalizm Simona, szczególnie w obszarze skutecznego łączenia teorii z praktyką zawodową. W latach 1978–1980 Simon otrzymał stypendium doktoranckie od Deutsche Forschungsgemeinschaft. W tym samym czasie wizytował również Massachusetts Institute of Technology. Od tego czasu jego artykuły zaczęły być publikowane w takich magazynach jak: Management Science, A Journal of the Institute for Operations Research and the Management Sciences, Harvard Business Review, MIT Sloan Management Review oraz Journal of Marketing Research. Szybko rozwijająca się kariera akademicka pozwoliła mu gościć na wielu międzynarodowych uczelniach: Institut für Höhere Studien w Wiedniu w 1979, Uniwersytecie Keiō w Tokio w 1983, Uniwersytecie Stanforda w 1984. Wykładał również na INSEAD w Fontainebleau (1980–1985), na Harvard Business School (1988–1989), czy London Business School (1991–2002). W latach 1984–1986 profesor Simon był szefem Europejskiej Akademii Marketingu (European Marketing Academy – EMAC), a w latach 1985–1988 był dyrektorem ds. badań Europejskiej Szkoły Zarządzania i Techniki (European School of Management and Technology / Universitätsseminar der Wirtschaft/USW) na Schloss Gracht w Kolonii.
Simon pracując jako profesor w swoich badaniach silnie koncentrował się na wypełnianiu luk pomiędzy teorią a praktyką, a jego podejście do badań opierało się na doświadczeniach i było zorientowane na podejmowanie decyzji. Jego pionierskie projekty, takie jak przewidywanie reakcji rynku, ceny nieliniowe, cykl życia produktu, czy pakietyzacja, łączyły liczne teoretyczne założenia z praktyką rynku.
Podczas pracy na USW Simon zdecydował wejść do profesjonalnego świata biznesu. W 1985 razem ze swoimi studentami – dr Eckhardem Kucherem i dr Karl-Heinzem Sebastianem, założył UNIC – przedsiębiorstwo wyspecjalizowane w doradztwie w obszarze zarządzania, która później stała się Simon-Kucher & Partners Strategy & Marketing Consultants. W 1995 Simon ostatecznie porzucił karierę akademicką na rzecz pełnowymiarowej pracy w sektorze usług doradczych dla biznesu.
Wykłada gościnnie w ALK i uczestniczy w pracach Międzynarodowej Rady Konsultacyjnej Biznesu ALK.

### Kariera konsultanta
Hermann Simon w latach 1995–2009 był prezesem Simon-Kucher & Partners Strategy & Marketing Consultants. Przedsiębiorstwa, w której dziś jest przewodniczącym Rady Nadzorczej, zatrudnia ponad 800 konsultantów w 29 biurach na świecie. Koncentruje się na strategii, marketingu, pricingu oraz sprzedaży. Simon-Kucher & Partners jest powszechnie uznawana za przedsiębiorstwo wiodące na świecie w doradztwie cenowym: Bloomberg BusinessWeek nazywa Simon-Kucher & Partners „światowym liderem w doradzaniu przedsiębiorstwom jak ustalać ceny swoich produktów” a The Economist pisał: „Simon-Kucher to światowy lider w pricingu”.
Simon był członkiem zarządu wielu spółek akcyjnych i innych przedsiębiorstw. Daje mu to możliwość oceny krajobrazu niemieckiego biznesu. Simon przyznaje zasługi niemieckich przedsiębiorstw w obszarze technologii i produktów, ale wciąż dostrzega niedociągnięcia w obszarze marketingu, orientacji na klienta i serwisu. Uważa, że w porównaniu z USA niemieckie przedsiębiorstwa działają źle pod względem kapitalizacji rynkowej.

### Kariera pisarza
Książki Hermanna Simona są szczególnie popularne wśród menedżerów i przetłumaczone na 25 języków. W marcu 2011 roku, profesor Simon wraz ze współautorem Martinem Fassnachtem otrzymali Nagrodę Georga Berglera za Preismanagement 2010. Nagroda w wysokości € 20000 jest przyznawana za najlepsze w Europie pozycje książkowe w obszarze marketingu.
W 2006, Simon wydał Manage for Profit, Not for Market Share, w której zawarł krytyczne spojrzenie na powszechną w biznesie koncentrację na wolumenie i udziałach w rynku, nawołując tym samym do koncentrowania się na zysku. Najbardziej znane książki Simona to: Think (2004), Power Pricing (1997), Hidden Champions (1996), Hidden Champions of the 21st Century (2009) i Preismanagement (3. wydanie 2009). Inne warte uwagi publikacje to również Das große Handbuch der Strategieinstrumente (2002), Das große Handbuch der Strategiekonzepte (2000) i Simon for Managers (2000).
Profesor Simon opracował kilka zwrotów, które są powszechnie używane w teorii i praktyce zarządzania, w tym: „price management” („zarządzanie cenami”,), „hidden champions” („tajemniczy mistrzowie”), „Servicewüste” oraz “investor marketing”. Od 1988 Simon regularnie pisuje do Manager Magazine, gdzie przyznano mu na stałe kolumnę. Ponadto jest członkiem rad redakcyjnych wielu czasopism biznesowych, w tym International Journal of Research in Marketing, Management Science, Recherche et Applications en Marketing, Décisions Marketing, European Management Journal oraz kilku niemieckich magazynów.

## Wybrana literatura

### Książki
- Hermann Simon: Preisheiten. Alles was Sie über Preise wissen müssen. Frankfurt/New York: Campus Verlag, 2013. ISBN 978-3-593-39910-2. (niem.). Brak numerów stron w książce
- Hermann Simon: Hidden Champions. Aufbruch nach Globalia. Frankfurt/New York: Campus Verlag, 2012. ISBN 978-3-593-39714-6. (niem.). Brak numerów stron w książce
- Hermann Simon: Die Wirtschaftstrends der Zukunft. Frankfurt/New York: Campus Verlag, 2011. ISBN 978-3-593-39363-6. (niem.). Brak numerów stron w książce
- Hermann Simon: Beat the crisis. 33 Quick solutions for Your Company. New York: Springer, 2009. ISBN 1-4419-0822-6. (ang.). Brak numerów stron w książce
- Hermann Simon: Hidden Champions of the 21st century. New York: Springer, 2009. (ang.). Brak numerów stron w książce
- Hermann Simon: Preismanagement. Analyse, Strategie, Umsetzung. Wyd. 3. Gabler Wiesbaden, 2009. (niem.). Brak numerów stron w książce
- Hermann Simon; Frank Bilstein; Frank Luby: Manage for Profit, not for Market Share. A Guide to Greater Profits in Highly Contested Markets. Boston: Harvard Business School Press, 2006. ISBN 1-59139-526-7. (ang.). Brak numerów stron w książce
- Hermann Simon: Think – Strategische Unternehmensführung statt Kurzfrist-Denken. Frankfurt am Main/New York: Campus, 2004. (niem.). Brak numerów stron w książce
- Hermann Simon: Strategie im Wettbewerb. 50 handfeste Aussagen zur wirksamen Unternehmensführung. Frankfurt am Main: FAZ-Buch, 2003. (niem.). Brak numerów stron w książce
- Hermann Simon; Andreas von der Gathen: Das große Handbuch der Strategieinstrumente. Frankfurt am Main/New York: Campus, 2002. (niem.). Brak numerów stron w książce
- Hermann Simon: Das große Handbuch der Strategiekonzepte. Frankfurt am Main/New York: Campus, 2000. (niem.). Brak numerów stron w książce
- Hermann Simon, Robert J. Dolan: Power Pricing. How Managing Price Transforms the Bottom Line. New York: The Free Press, 1996. ISBN 0-684-83443-X. (ang.). Brak numerów stron w książce
- Hermann Simon: Hidden Champions. Lessons from 500 of the world's best unknown companies. Boston: Harvard Business School Press, 1996. ISBN 0-87584-652-1. (ang.). Brak numerów stron w książce
- Hermann Simon: Simon für Manager. Düsseldorf: Econ Verlag, 1991. ISBN 0-8342-0877-6. (niem.). Brak numerów stron w książce

### Książki wydane w języku polskim
- Hermann Simon, Zarządzanie cenami, Wydawnictwo naukowe PWN, Warszawa 1996, ISBN 83-01-12063-0
- Hermann Simon, 33 sposoby na kryzys gospodarczy. Natychmiastowe rozwiązania dla Twojej firmy, Wydawnictwo Difin, Warszawa 2009,ISBN 978-83-7641-085-2
- Hermann Simon, Tajemniczy mistrzowie XXI wieku. Strategie sukcesu nieznanych liderów na światowych rynkach, Wydawnictwo Difin, Warszawa 2009, ISBN 978-83-7641-080-7
- Hermann Simon, Frank F. Bilstein, Frank Luby, Zwyciężanie na trudnym rynku. Sprawdzone strategie firm w fazie dojrzałości, Wydawnictwo MT Biznes, Warszawa 2009, ISBN 978-83-61040-97-2.

### Wybrane artykuły
- Hermann Simon. Hysteresis in Marketing – A New Phenomenon?. „Sloan Management Review”. 38 (3), s. 39–49, 1997. (ang.).
- Hermann Simon. Pricing Opportunities and How to Exploit Them. „Sloan Management Review”. 33, s. 55–65, 1992. (ang.).
- Hermann Simon. Lessons from Germany's Midsize Giants. „Harvard Business Review”. 70, s. 115–123, 1992. (ang.).
- Hermann Simon. Diffusion und Advertising: The German Telephone Campaign. „Management Science”. 33 (April 1987), s. 451–46, 1987. DOI: 10.1287/mnsc.33.4.451. (ang.).
- Hermann Simon. PRICESTRAT. An Applied Strategic Pricing Model for Non-Durables. „TIMS-Studies in the Management Sciences”. 17, 1982. (ang.).brak numeru strony
- Hermann Simon. ADPULS. An Advertising Model with Wearout and Pulsation. „Journal of Marketing Research”. 19 (August 1982), s. 352–363, 1982. DOI: 10.2307/3151569. (ang.).
- Hermann Simon. Product Positioning Model with Costs and Prices. „European Journal of Operational Research”. 7, s. 362–370, 1981. DOI: 10.1016/0377-2217(81)90094-1. (ang.).
- Hermann Simon. Dynamics of Price Elasticity and Brand Life Cycles: An Empirical Study. „Journal of Marketing Research”. 16 (November 1979), s. 439–452, 1979. DOI: 10.2307/3150805. (ang.).
- Hermann Simon. An Analytical Investigation of Kotler's Competitive Simulation Model. „Management Science”, s. 1462–1473, 1978. DOI: 10.1287/mnsc.24.14.1462. (ang.).

### Inne
- Simon, Hermann (November 10, 2010). "Small businesses deserve more attention from G20 Summit". The Korea Times.
- "Consultant’s group hunts hidden champion". Financial Times. September 5, 2010.
- "Mittelstand still limited in UK". Financial Times. September 26, 2010.
- "Mittel-management: Germany's midsized companies have a lot to teach the world". The Economist. November 25, 2010.
- "Hermann Simon". YouTube. Retrieved 7 December 2010.
- "CNN TV Spot Invest Seoul – Prof. Hermann Simon". CNN TV Spot. 7 December 2010.